# Urdaneta (kanton)
Urdaneta – kanton w prowincji Los Ríos, w Ekwadorze. Stolicą kantonu jest Catarama.